# برونو لاتور
برونو لاتور (به فرانسوی: Bruno Latour)؛ (۲۲ ژوئن ۱۹۴۷ در بون، کوت دور -۹ اکتبر ۲۰۲۲) انسان‌شناس و نظریه‌پرداز فرانسوی در زمینه علم، فناوری، و سیاست، در خط مقدم توسعه و بسط نظریه شبکه کنش و ظهور مطالعات علم و فناوری در اروپا بود. البته علاوه بر اروپا، آثار او در آمریکای شمالی هم تأثیرگذار بوده‌است و بسیاری از مفاهیم مورد استفاده او، کاربردهای فرارشته‌ای و میان‌رشته‌ای یافته‌است.
وی از ۱۹۸۲ تا ۲۰۰۶ استاد مدرسه عالی معدن پاریس و سپس از ۲۰۰۶ استاد سیانس‌پو بود. وی همچنین استاد فلسفه قاره‌ای در مدرسه اقتصاد لندن بود. شهرت وی برای کتاب‌های «زندگی آزمایشگاهی»، «ما هرگز مدرن نبوده‌ایم» و «علم در عمل» می‌باشد. وی زمانی جزو برساخت‌گرایان محسوب می‌شد و از مبدعان نظریه نظریه شبکه کنش بود. او از کسانی بود که در فلسفه معاصر از رویکرد سوبژه اوبژه عدول کرده‌اند.
لاتور، چشم‌اندازی انتقادی بر تولید دانش در علوم طبیعی گشود که به علوم اجتماعی نیز بسط یافت. وی عمیقاً دل‌مشغول این بود که ربط دو مفهوم کلیدی دنیای مدرن، یعنی «طبیعت» و «جامعه»، باید مورد تجدید نظر قرار گیرد. لاتور استدلال می‌کند که هر دو امر طبیعی و امر اجتماعی در فضاهای مختلف و در زمان‌های مختلف، متحد و تلفیق می‌شوند، و چیزی می‌سازند که او آن را «جمع» (collective) می‌نامد. این جمع، مترادف با جامعه نیست، بلکه شرایط را برای سوسیالیته و جامعه‌ای فراهم می‌آورد. «جمع» مرکب از رابطه بین انسان‌ها و غیرانسان‌هاست.
لاتور از روایات بزرگان مدرنیته، راجع به پیشرفت و تعالی انتقاد می‌کند، در عین حال، دعوای پسامدرن رادیکال را هم انکار می‌نماید و بیش از حد بدبینانه می‌داند. ماجرا به این بازمی‌گردد که در اساس فکر مدرنیت، و پسامدرنیت، یک فکر شبکه‌ای نیست، و از این باب است که موجب اختلال در تشخیص می‌شود.